# Front des forces socialistes
Pour les articles homonymes, voir FFS.
Le Front des forces socialistes (FFS) (en arabe جبهة القوى الاشتراكية, ج‌ق‌ش ; en kabyle Tirni n Iɣallen Inemlayen, R.Ɣ.N.), est un parti politique algérien fondé en 1963 par Hocine Aït Ahmed. Le FFS est membre de l'Internationale socialiste.

## Histoire
Le FFS a été créé le 29 septembre 1963 à Tizi Ouzou dans le but de s'opposer au gouvernement de Ben Bella. Sa création l'a entraîné dans une épreuve de force avec le régime, la constitution n'autorisant qu'un seul parti : le Front de libération nationale. En 1964, une fusion entre le FFS et Parti de la révolution socialiste (PRS) est envisagée. Les deux partis forment le Comité national de défense de la révolution (CNDR).
Le FFS se définit comme un parti de gauche et laïc : « Nous entendons développer une approche laïque. Le champ religieux ne doit en aucun cas se substituer et envahir le champ politique. »
Le FFS est politiquement très bien implanté en Kabylie, dans les milieux berbérophones et dans les grandes villes d'Algérie. Il a boycotté les élections législatives de 2002 et de 2007 ainsi que l'élection présidentielle de 2009, contestant qu'elles soient libres et équitables. Aux élections législatives du 10 mai 2012, le FFS participe et obtient 28 sièges (dont 10 femmes).

### Depuis 2018
En octobre 2018, la radiation de la députée Salima Ghezali crée une polémique au sein du FFS et de ses militants. Samir Bouakouir, l'ancien porte-parole du parti, annonce qu'il est « choqué par une décision si absurde ».
Le 6 mars 2019, dans le contexte du Hirak, le FFS retire par démission ses députés de l'Assemblée populaire nationale et ses sénateurs du Conseil de la nation. Le FFS compte 16 parlementaires dont 12 députés et 4 sénateurs.

## Idéologie
Le FFS est un parti national algérien dont les fondements idéologiques se basent sur les textes fondateurs de l'État algérien avenu après le 19 mars 1962.
Les deux principaux textes directeurs du FFS sont la déclaration du 1er novembre 1954 et la plateforme du Congrès de la Soummam.
Puisque le FFS est un parti national sorti des entrailles de la Guerre d'indépendance algérienne, il est une formation politique légaliste en conformité avec la Constitution algérienne et ses lois.
L'action politique du FFS repose sur la Déclaration universelle des droits de l'homme dans son militantisme pour la préservation et la promotion des droits de l'homme en Algérie, ainsi que sur les libertés individuelles et collectives, la liberté d'opinion et les libertés publiques.

## Organigramme

### Instance présidentielle
Les 5 membres élus le 10 juillet 2020, lors d'un congrès extraordinaire sont :
| N° | Membre          | Début | Fin |
| -- | --------------- | ----- | --- |
| 01 | Hakim Belahcel  | 2020  |     |
| 02 | Sofiane Chouikh | 2020  |     |
| 03 | Brahim Meziani  | 2020  |     |
| 04 | Mohamed Hadji   | 2020  |     |
| 05 | Nora Touahri    | 2020  |     |

Cette instance est à la tête du parti.
Le 6 décembre 2016, le FFS annonce dans un communiqué la radiation de Rachid Hallet de l'instance présidentielle en place jusque mai 2018, radiation contestée par l'intéressé. Fin février 2020, dans un contexte de crise persistante, Mohand Amokrane Cherifi, Sofiane Chioukh et Brahim Meziani démissionnent de l'instance présidentielle, décision susceptible, selon les statuts du parti, d'entraîner la convocation d'un congrès extraordinaire qui permettrait de renouveler l'instance. Une nouvelle instance est élue le 10 juillet 2020.

### Secrétariat national
Le secrétariat national du FFS est formé lors d'une session extraordinaire du conseil national sur proposition de ses membres par le premier secrétaire et des membres de l'instance présidentielle.
Ce secrétariat national est formé de plus de 26 membres en conformité avec les textes réglementaires du FFS.
| N° | Fonction                                                          |  | N° | Fonction                                                      |
| -- | ----------------------------------------------------------------- |  | -- | ------------------------------------------------------------- |
| 01 | Premier secrétaire national                                       |  | 14 | Secrétaire chargé des relations militantes                    |
| 02 | Secrétaire chargé de la communication                             |  | 15 | Secrétaire chargé du suivi des fédérations                    |
| 03 | Secrétaire chargé des relations internationales & chef de cabinet |  | 16 | Secrétaire chargé du mouvement associatif                     |
| 04 | Secrétaire chargé de la formation, l'éducation et la recherche    |  | 17 | Secrétaire chargé des élus locaux                             |
| 05 | Secrétaire chargé de la promotion de la femme                     |  | 18 | Secrétaire chargé de la culture                               |
| 06 | Secrétaire chargé des droits de l’Homme                           |  | 19 | Secrétaire chargé des dossiers et de la documentation         |
| 07 | Secrétaire chargé des affaires maghrébines et régionales          |  | 20 | Secrétaire chargé de la jeunesse                              |
| 08 | Secrétaire chargé des études juridiques et constitutionnelles     |  | 21 | Secrétaire chargé de la formation politique                   |
| 09 | Secrétaire chargé des anciens de 1963                             |  | 22 | Délégué chargé de l’Est                                       |
| 10 | Secrétaire chargé des finances et de l'administration             |  | 23 | Délégué chargé du Sud                                         |
| 11 | Secrétaire chargé de l'organisation et des adhésions              |  | 24 | Délégué chargé de l’Ouest                                     |
| 12 | Secrétaire chargé des affaires judiciaires et solidarité          |  | 25 | Directeur du siège national et gestion du patrimoine du parti |
| 13 | Chancelier du parti à l’étranger                                  |  | 26 | Membres du cabinet-conseil                                    |

### Premiers secrétaires nationaux du FFS
| N° | Premier secrétaire   | Début | Fin      |
| -- | -------------------- | ----- | -------- |
| 1  | Ali Kerboua          | 1991  | 1994     |
| 2  | Djoudi Maâmmeri      | 1994  | 1996     |
| 3  | Djamel Zenati        | 1996  | 1998     |
| 4  | Mustapha Bouhadef    | 1998  | 2000     |
| 5  | Ali Laskri           | 2000  | 2002     |
| 6  | Ahmed Djeddaï        | 2002  | 2005     |
| 7  | Samir Bouakouir      | 2005  | 2007     |
| 8  | Karim Tabbou         | 2007  | 2011     |
| 9  | Ali Laskri           | 2011  | 2013     |
| 10 | Ahmed Betatache      | 2013  | 2014     |
| 11 | Youcef Aouchiche     | 2014  | 2014     |
| 12 | Mohamed Nebbou       | 2014  | 2016     |
| 13 | Youcef Aouchiche     | 2016  | 2016     |
| 14 | Abdelmalek Bouchafa  | 2016  | 2017     |
| 15 | Mohamed Hadj Djilani | 2017  | 2019     |
| 16 | Mhenni Hadadou       | 2019  | 2019     |
| 17 | Hakim Belahcel       | 2019  | 2019     |
| 18 | Belkacem Benameur    | 2019  | 2020     |
| 19 | Youcef Aouchiche     | 2020  | en cours |

### Cabinet conseil
Il est chargé de travailler en étroite collaboration avec le Premier secrétaire et a été institué en mai 2018.
| N° | Membre              | Début | Fin |
| -- | ------------------- | ----- | --- |
| 01 | Ahmed Djeddai       | 2018  |     |
| 02 | Abdelmalek Bouchafa | 2018  |     |
| 03 | Malek Sadali        | 2018  |     |
| 04 | Yahia Medani        | 2018  |     |
| 05 | Hamid Chachoua      | 2018  |     |
| 06 | Essaid Mougari      | 2018  |     |
| 07 | Dalila Taleb        | 2018  |     |

### Conseil national
Ce sont les congressistes qui élisent les 159 membres du conseil national du FFS.
Le conseil national du FFS a pour mission de concevoir la stratégie participative aux élections locales, législatives et présidentielles lors de l'avènement de chaque scrutin populaire.
Les comités électoraux wilayaux lui présentent des rapports concernant les dossiers des listes électorales avant leur dépôt immédiat au niveau des services administratifs.
Les sessions du conseil national du FFS sont émaillées de conférences thématiques encadrées par des spécialistes et des militants pour aborder les questions de développement local et de refondation des structures de l'état dans une perspective de décentralisation effective.

### Comité d'éthique
Les congressistes du FFS ont validé en 2013 les clauses du nouveau règlement intérieur en conformité avec la situation politique et les principes du parti. Ce règlement prévoit la mise en place d'un comité d'éthique, coordonné depuis mars 2019 par Ikhlef Bouaïche. De mai 2018 à mars 2019, il était coordonné par Mohamed Bettache et composé de Ikhlef Bouaïche, Hakim Belahcel, Youcef Sahli et Saïda Abdeslam. Auparavant, ce comité d'éthique était présidé par Mohand Amokrane Cherifi secondé par Rachid Hallet, et dont Saïda Ichalamène est membre.

### Fédérations wilayales
L'organigramme local du FFS au niveau des wilayas d'Algérie est représenté par des fédérations wilayales.
Ces structures partisanes locales visent à promouvoir l'action de l'État Algérien pour atteindre l'efficacité d'une république fédérale modèle.
Les sièges des fédérations wilayales du FFS abritent plusieurs activités liées à la commémoration des anniversaires nationaux et partisans, à l'organisation de congrès fédéraux et à l'organisation d'activités et de journées de formations en faveur des militants.

## Élection présidentielle de 1999

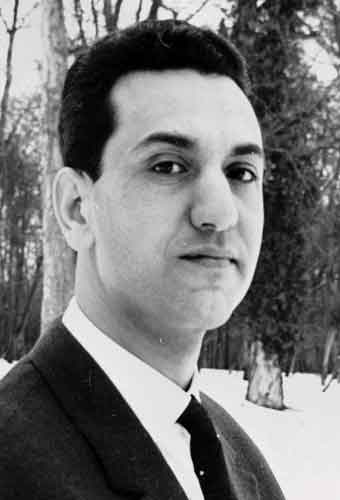
Hocine Aït Ahmed en 1958.

Le FFS a présenté le 2 février 1999 sa candidature à l’élection présidentielle organisée le 15 avril 1999.
C'est son fondateur Hocine Aït Ahmed qui a été retenu comme candidat pour ce scrutin présidentiel.
Après une campagne électorale, menée à travers tout le pays, Hocine Aït Ahmed s'est retiré, le 14 avril, veille du scrutin, en compagnie de tous les autres candidats, pour dénoncer la fraude qui avait déjà commencé et qui intronisera un président mal élu. Abdelaziz Bouteflika sera élu avec une forte majorité.
Malgré son retrait, le candidat Hocine Aït Ahmed du FFS a glané le quatrième score national avec 319 523 voix représentant 3,17 % des voix exprimées.

## Députés parlementaires
Répartition wilayale des députés du FFS (1991)
- Wilaya de Béjaïa (11 députés) (44,00 %)
- Wilaya de Bouira (01 député) (4,00 %)
- Wilaya de Tizi Ouzou (12 députés) (48,00 %)
- Wilaya de Sétif (01 député) (4,00 %)

Représentation féminine parlementaire du FFS (1997-2002)
- Députées femmes (01 députée) (5,26 %)
- Députés hommes (18 députés) (94,74 %)

### Mandat parlementaire 1991

#### Représentation wilayale
Les députés parlementaires du FFS durant le mandat électoral du 26 décembre 1991 sont répartis nationalement par wilaya comme suit:
1. Députés de la wilaya de Béjaïa: 11 (44,00 %).
2. Députés de la wilaya de Bouira: 01 (4,00 %).
3. Députés de la wilaya de Tizi Ouzou: 12 (48,00 %).
4. Députés de la wilaya de Sétif: 01 (4,00 %)[29].

#### Liste nominative
1. Amar Khezzar (Wilaya de Béjaïa).
2. Mustapha Bouchebbah (Wilaya de Béjaïa).
3. Djoudi Maâmmeri (Wilaya de Béjaïa).
4. Djamel Ben Souba (Wilaya de Béjaïa).
5. Tarek Mira (Wilaya de Béjaïa).
6. Saïd Birem (Wilaya de Béjaïa).
7. Foudhil Zaïdi (Wilaya de Béjaïa).
8. Akli Moussouni (Wilaya de Béjaïa).
9. Abdelkader Kidjou (Wilaya de Béjaïa).
10. Ali Ben Tahar Boufadène (Wilaya de Béjaïa).
11. Yekhlef Bouaïchi (Wilaya de Béjaïa).
12. Ali Kerboua (Wilaya de Bouira).
13. Saïd Khelil (Wilaya de Tizi Ouzou).
14. Mohand Arezki Boumendil (Wilaya de Tizi Ouzou).
15. Mohamed Stiet (Wilaya de Tizi Ouzou).
16. Saïd Mekkaoui (Wilaya de Tizi Ouzou).
17. Madjid Bencheikh (Wilaya de Tizi Ouzou).
18. Saïd Mitiche (Wilaya de Tizi Ouzou).
19. Mohand Arab Lahlou (Wilaya de Tizi Ouzou).
20. Amar Taleb (Wilaya de Tizi Ouzou).
21. Mouloud Lounaouci (Wilaya de Tizi Ouzou).
22. Rachid Hallet (Wilaya de Tizi Ouzou).
23. Mohamed Ziri (Wilaya de Tizi Ouzou).
24. Saïd Hamdani (Wilaya de Tizi Ouzou).
25. Hocine Aït Ahmed (Wilaya de Sétif)[30].

### Mandat parlementaire 1997-2002

#### Représentation féminine
Les députés parlementaires du FFS durant le mandat électoral 1997-2002 sont répartis nationalement par sexe comme suit:
1. Députées femmes: 01 (5,26 %).
2. Députés hommes: 18 (94,74 %).

#### Représentation wilayale
Répartition wilayale des députés du FFS (1997-2002)
- Wilaya de Béjaïa (06 députés) (31,58 %)
- Wilaya de Bouira (01 député) (5,26 %)
- Wilaya de Tizi Ouzou (07 députés) (36,84 %)
- Wilaya d'Alger (03 députés) (15,79 %)
- Wilaya de Boumerdès (01 député) (5,26 %)
- Wilaya de Tipaza (01 député) (5,26 %)

Les députés parlementaires du FFS durant le mandat électoral 1997-2002 sont répartis nationalement par wilaya comme suit:
1. Députés de la wilaya de Béjaïa: 06 (31,58 %).
2. Députés de la wilaya de Bouira: 01 (5,26 %).
3. Députés de la wilaya de Tizi Ouzou: 07 (36,84 %).
4. Députés de la wilaya d'Alger: 03 (15,79 %).
5. Députés de la wilaya de Boumerdès: 01 (5,26 %).
6. Députés de la wilaya de Tipaza: 01 (5,26 %)[29].

#### Liste nominative
1. Nadjia Boumendjel (Wilaya d'Alger).
2. Yekhlef Bouaïchi (Wilaya de Béjaïa).
3. Mustapha Bouhadef (Wilaya de Tizi Ouzou).
4. Mohand Larbi Bouguermouh (Wilaya de Béjaïa).
5. Djamel Zenati (Wilaya de Béjaïa).
6. Djilali Leghima (Wilaya de Tizi Ouzou).
7. Ahmed Djeddaï (Wilaya d'Alger).
8. Malek Sedali (Wilaya de Tizi Ouzou).
9. Boualem Koleaï (Wilaya de Boumerdès).
10. Zoubir Lençour (Wilaya de Béjaïa).
11. Hamid Ouaâzar (Wilaya de Béjaïa).
12. Nacer Mazar (Wilaya de Tizi Ouzou).
13. Saïd Madjour (Wilaya de Tizi Ouzou).
14. Djaffar Salah (Wilaya de Tizi Ouzou).
15. Ali Kerboua (Wilaya de Bouira).
16. Arab Azzi (Wilaya de Tizi Ouzou).
17. Mohand Arezki Ferrad (Wilaya de Tipaza).
18. Mohand Ameziane Titouah (Wilaya de Béjaïa).
19. Abdesselam Ali Rachedi (Wilaya d'Alger)[31].

### Mandat parlementaire 2012-2017

#### Représentation féminine
Représentation féminine parlementaire du FFS (2012-2017)
- Femmes (10 députés) (35,71 %)
- Hommes (18 députés) (64,29 %)

Les députés parlementaires du FFS durant le mandat électoral 2012-2017 sont répartis nationalement par sexe comme suit:
1. Députées femmes: 10 députées (35,71 %).
2. Députés hommes: 18 députés (64,29 %).

#### Représentation wilayale
Répartition wilayale des députés du FFS (2012-2017)
- Wilaya de Béjaïa (07 députés) (25,00 %)
- Wilaya de Bouira (02 députés) (7,14 %)
- Wilaya de Tizi Ouzou (07 députés) (25,00 %)
- Wilaya d'Alger (05 députés) (17,86 %)
- Wilaya de Bordj Bou Arréridj (02 députés) (7,14 %)
- Wilaya de Boumerdès (03 députés) (10,71 %)
- Wilaya de Constantine (01 député) (3,57 %)
- Amérique (01 député) (3,57 %)

Les députés parlementaires du FFS durant le mandat électoral 2012-2017 sont répartis nationalement par wilaya comme suit:
1. Députés de la wilaya de Béjaïa: 07 (25,00 %).
2. Députés de la wilaya de Bouira: 02 (7,14 %).
3. Députés de la wilaya de Tizi Ouzou: 07 (25,00 %).
4. Députés de la wilaya d'Alger: 05 (17,86 %).
5. Députés de la wilaya de Bordj Bou Arréridj: 02 (7,14 %).
6. Députés de la wilaya de Boumerdès: 03 (10,71 %).
7. Députés de la wilaya de Constantine: 01 (3,57 %).
8. Députés de l'Amérique: 01 (3,57 %).

#### Liste nominative
1. Hayat Taïati Née Méziani (Wilaya d'Alger)[32].
2. Abdelhamid Abbas (Wilaya de Bordj Bou Arréridj).
3. Nabila Adjloute (Wilaya de Tizi Ouzou).
4. Chafaâ Bouaïche (Wilaya de Béjaïa).
5. Baya Djenane (Wilaya de Béjaïa).
6. Karim Baloule (Wilaya d'Alger).
7. Nora Mahiout (Wilaya d'Alger).
8. Belkacem Amarouche (Amérique).
9. Sabira Fatmi (Wilaya de Bordj Bou Arréridj).
10. Mustapha Bouchachi (Wilaya d'Alger).
11. Saïda Ichalamène (Wilaya de Béjaïa).
12. Rachid Chabbati (Wilaya de Béjaïa).
13. Nadia Amroune (Wilaya de Boumerdès).
14. Belkacem Ben Amar (Wilaya de Boumerdès).
15. Ouadjdane Hamrouche (Wilaya de Constantine).
16. Noureddine Bekaïne (Wilaya de Tizi Ouzou).
17. Thamila Zaâmoume (Wilaya de Tizi Ouzou).
18. Ahmed Betatache (Wilaya de Bouira).
19. Karima Taïane (Wilaya de Bouira).
20. Khaled Tazeghart (Wilaya de Béjaïa).
21. Mohamed Nebbou (Wilaya d'Alger).
22. Abderrahim Sadek (Wilaya de Tizi Ouzou).
23. Ali Laskri (Wilaya de Boumerdès).
24. Yahia Boukellal (Wilaya de Béjaïa).
25. Arezki Derghini (Wilaya de Béjaïa).
26. Hammou Didouche (Wilaya de Tizi Ouzou).
27. Rachid Hallet (Wilaya de Tizi Ouzou).
28. Karim Tabbou (Wilaya de Tizi Ouzou)[33].

En décembre 2016, à la suite de la radiation de Rachid Hallet, le député de la wilaya de Bouira Ahmed Betatache annonce sa démission du parti. Début août 2018, Chafaâ Bouaïche est suspendu de toute activité liée au FFS.

### Mandat parlementaire 2021-2026
Le Conseil national du FFS, réuni le 3 avril 2021 en session extraordinaire, décide à l'unanimité de boycotter le scrutin.

## Ministres
| N° | Ministre                | Ministère                        | Gouvernement            | Début            | Fin             |
| -- | ----------------------- | -------------------------------- | ----------------------- | ---------------- | --------------- |
| 01 | Mohand Amokrane Cherifi | Ministre du Commerce             | Gouvernement Brahimi II | 17 novembre 1987 | 9 novembre 1988 |
| 02 | Abdesselam Ali Rachedi  | Ministre Délégué aux Universités | Gouvernement Hamrouche  | 9 septembre 1989 | 25 juillet 1990 |

## Élus locaux

### Élections locales du 29 novembre 2007
| Élus locaux du FFS (2007-2012)         | Voix exprimées | Pourcentage | Sièges |
| -------------------------------------- | -------------- | ----------- | ------ |
| Assemblées populaires wilayales (APW)  | 267 608        | 2,76 %      | 54     |
| Assemblées populaires communales (APC) | 282 154        | 4,05 %      | 566    |

## Sénateurs
| N° | Sénateur           | Wilaya               | Remarque  | Début | Fin  |
| -- | ------------------ | -------------------- | --------- | ----- | ---- |
| 01 | Moussa Tamadartaza | Wilaya de Tizi Ouzou | Élu local | 2015  | 2017 |
| 02 | Brahim Meziani     | Wilaya de Béjaïa     | Élu local | 2015  | 2017 |
| 03 | Hocine Haroun      | Wilaya de Tizi Ouzou | Élu local | 2015  | 2017 |
| 04 | Mohamed Bettache   | Wilaya de Béjaïa     | Élu local | 2015  | 2017 |

## Initiatives

### Reconstruction du consensus national
Le FFS a produit l'initiative de reconstruction d’un consensus national comme alternative démocratique pour préserver l’unité nationale et l’intégrité territoriale de l'Algérie.
Pour le FFS, le défi actuel est de trouver les voies et moyens permettant de mettre toutes les chances du côté de ceux qui croient en cette initiative de consensus national et la mobilisation du plus grand nombre d’Algériens autour de ce projet.
La préoccupation et l’objectif du FFS est la préservation de la souveraineté nationale, de la sécurité, la stabilité et la cohésion de l’Algérie dans le but de construire un État fort avec des institutions fortes et l’adhésion de son peuple, pour un pays uni, prospère et solidaire.
Le FFS a tenu des consultations avec 21 parties entre formations politiques et organisations de la société civile. Ces rencontres se sont déroulées dans un climat serein et ont permis de dégager les points convergents et de cerner les divergences entre les différentes parties consultées.
Toutefois, Le 6 novembre 2020, le FFS, par l'intermédiaire de son premier secrétaire Youcef Aouchiche, annonce son retrait du PAD « pour des divergences de fond avec les partis qui composent cette instance ». Il plaide pour « une convention politique nationale qui regroupera l’ensemble des forces et personnalités politiques pour un dialogue inclusif, dans un climat apaisé, d’ouverture politique et médiatique, qui permettra au pays de sortir de cette impasse historique », sans exclure « l’éventualité de convier des personnalités du pouvoir pour prendre part à cette convention ».

## Galerie

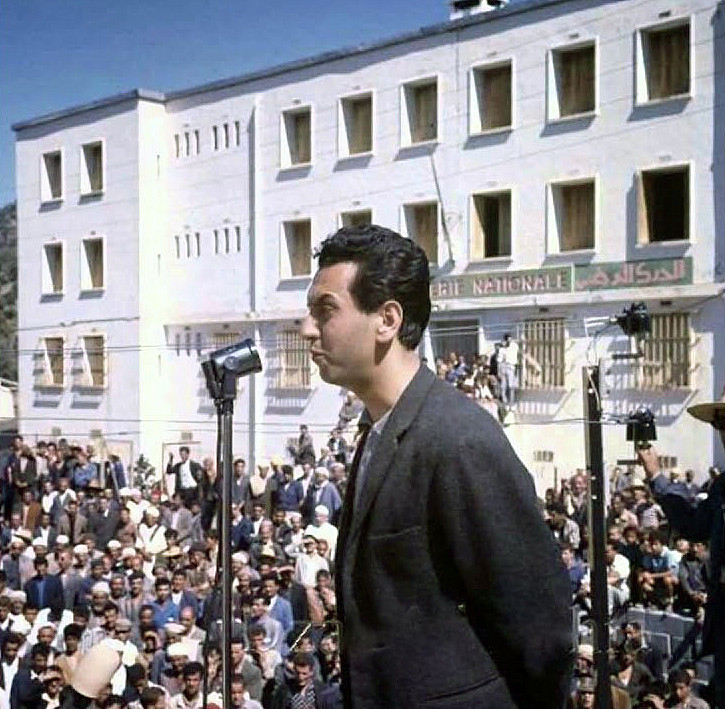
Hocine Aït Ahmed en Kabylie, Algérie, 1963, lors d'une tentative de soulèvement contre Ahmed Ben Bella.

### Vidéos
- [vidéo] « Rencontre avec Mohamed Nebbou (Partie 1) », sur YouTube.
- [vidéo] « Rencontre avec Mohamed Nebbou (Partie 2) », sur YouTube.
- [vidéo] « Table ronde du FFS sur le développement local », sur YouTube.